# Sportpark Tussenboerslanden
Sportpark Tussenboerslanden is een sportpark in Nijeveen (Meppel).
Het sportpark is gelegen aan de rand van het Nijeveense industrieterrein Spijkerserve, aan de Tussenboersweg.

## Het park
Op het sportpark kunnen meerder sporten beoefend worden.
In clubverband zijn dit:
- Korfbal - DOS'46
- Voetbal - SVN'69
- Tennis - NTC de Tussenboerslanden
- Hondentraining - Kynologenclub Meppel
- Kubb - SVN'69

Er is ook ruimte voor individuele sporten waarbij geen club aan te pas komt:
- Zwemmen - Recreatieplas
- Beachvolleybal